# 查结联
查结联（1963年5月—），男，安徽怀宁人，1994年6月加入中国共产党，中华人民共和国政治人物、诗人。

## 生平
1985年毕业于安徽师范大学中文系中国语言文学专业，曾任该校《江南诗刊》主编。1985年至1990年，任安徽画报社编辑、记者。1990年调至安徽省新闻出版局工作，历任安徽省新闻出版局（省版权局）办公室调研科科员、副主任科员、副科长、科长，中国新闻出版社安徽记者站首席记者（副处级）、安徽省新闻出版局（省版权局）报刊管理处副处长，安徽省新闻出版局（省版权局）报刊管理处、出版管理处处长，安徽省新闻出版广电局（省版权局）正处级干部。
2014年12月，任中共安徽省纪委派驻安徽省文化厅纪检组组长、安徽省文化厅党组成员。2018年3月，任安徽省纪委、安徽省监察委员会驻安徽省委宣传部纪检监察组组长。2020年4月，出任安徽省委宣传部副部长、安徽省新闻出版局（省版权局）局长。2022年12月，任安徽省委宣传部一级巡视员。

## 作品
1982年起，查结联在全国各地报刊发表诗作600余首，另有散文、评论及新闻作品千余篇，著有诗集《赠你一片蓝天》、《时光渡口》等。